# Acanthis
Acanthis és un dels gèneres d'ocells de la família dels fringíl·lids (Fringillidae) que resulta de la reorganització d'aquesta família arran recents estudis com ara els de Nguembock et el 2009. Cap d'aquestes espècies es presenten de forma regular als Països Catalans i només ho fan esporàdicament.

## Taxonomia
Segons la classificació del Congrés Ornitològic Internacional (versió 3.5, 2013), aquest gènere està format per dues espècies que fins fa poc eren ubicades a Carduelis:
- Acanthis flammea - passerell gorjanegre.
- Acanthis cabaret - passerell alpí.
- Acanthis hornemanni - passerell de carpó blanc.